# Turistická značená trasa 9479
 Turistická značená trasa 9479 je 1,1 km dlouhá místní žlutě značená trasa Klubu českých turistů v okrese Ústí nad Orlicí tvořící alternativní směr k části žlutě značené trasy 7328 mezi Jelením dolem a vodní nádrží Srnov. Její převažující směr je jižní.

## Průběh trasy
Počátek trasy 9479 se nachází na rozcestí s trasou 7328 přicházející ze Skuhrova v dolním zakončení Jeleního dolu. Zatímco trasa 7328 pokračuje údolím Skuhrovského potoka, trasa 9479 stoupá jeho západním úbočím na jižní okraj osady Studená Hůra. Po hraně svahu pokračuje jižním směrem a poté opět sestupuje do údolí kolem Restaurace Nad Hrází Srnov. U stejnojmenné vodní nádrže končí opět na rozcestí s trasou 7328 pokračující do České Třebové. V celé délce je trasa sledována úsekem naučné stezky Údolím Skuhrovského potoka.